# Iradj Azimi
Pour les articles homonymes, voir Azimi.
Iradj Azimi  est un réalisateur français, né le 1er octobre 1941 à Chiraz (Iran).

## Biographie
Iradj Azimi est ancien élève de l'IDHEC, vingt-troisième promotion (1966-1968).

## Filmographie
- 1969 : Illuminations (court métrage documentaire)
- 1975 : Les Jours gris, avec Jean Dasté et Josée Destoop
- 1978 : Utopia, avec Laurent Terzieff, Dominique Sanda, Jean Dasté, Gérard Blain
- 1983 : Les Îles, avec Maximilian Schell, Marie Trintignant, Daniel Mesguich, Jean Dasté
- 1998 : Le Radeau de la Méduse, avec Jean Yanne, Daniel Mesguich, Claude Jade, Rufus